# 赫伯特·佩里
赫伯特·佩里（英語：Herbert Perry，1894年1月23日—1966年7月20日），英国男子射击运动员。他曾代表英国参加1924年夏季奥林匹克运动会射击比赛，获得男子团体100米移动靶双次射击金牌。